# 238P/Read
La comète Read, officiellement 238P/Read, est une comète périodique du système solaire, découverte le 27 juillet 2005 par Michael T. Read.